# Culatón de seguridad
Un culatón de seguridad, también denominado como mango de maniobra, vía de estrelladero o simplemente culatón, es una vía muerta de corta longitud que se halla en la prolongación de una vía de apartadero, a continuación del desvío que comunica esta con la vía principal. El desvío está enclavado con la señal de salida de la vía de apartadero, de modo que si un tren rebasa intempestivamente la señal, se dirigirá hacia dicha vía muerta y nunca hacia la vía principal.